# Lancebranlette
Lancebranlette – szczyt w Masywie Mont Blanc, w grupie Monte Berio Blanc-Mont de Mirande. Leży na granicy między Francją (departament Sabaudia), a Włochami (region Dolina Aosty).